# Tioaldehidek

A tioaldehidek kémiai szerkezete

A tioaldehidek a szerves vegyületek közé tartozó, tioaldehid funkciós csoportot tartalmazó vegyületek, az aldehidek kéntartalmú megfelelőik: bennük az aldehidek oxigénatomját kénatom helyettesíti. Képletük RC(S)H, ahol R alkil- vagy arilcsoport. A tioaldehidek általában instabilak – például a tioformaldehid (H2C=S) ciklikus trimerré, 1,3,5-tritiánná kondenzálódik. Kellő mértékű sztérikus zsúfoltság esetén stabil tioaldehidek is izolálhatók.
Korábban a tioaldehidek létezésére csapdázási folyamatok alapján következtettek. Például feltételezték, hogy az Fc2P2S4 és benzaldehid reakciójában tiobenzaldehid keletkezik, mely a tiotiofoszfinilidekkel cikloadduktumot, C2PS3 gyűrűt képez.

## Jellemzők
A tialok könnyen trimerizálódnak 1,3,5-tritiánokká. Például az etántial trimerje előfordulhat α- vagy β-formában:
| A tritiánok izomériája (itt 2,4,6-trimetil-1,3,5-tritián) | A tritiánok izomériája (itt 2,4,6-trimetil-1,3,5-tritián) |
| --------------------------------------------------------- | --------------------------------------------------------- |
| α-forma                                                   | β-forma                                                   |

Az α- és β-forma tautomériáját katalizátorok, például jód, kénsav, sósav vagy savkloridok elősegíthetik. Aromás tialok kevésbé trimerizálódnak.

A 2,4,6-tri-terc-butiltiobenzaldehid szerkezete

A tialok stabilizációja lehet sztérikus nagy csoportokkal (kinetikus stabilizáció), mint a 2,4,6-tri-terc-butiltiobenzaldehid esetén. Ez nagy csoportjai miatt nem tri- vagy polimerizálódik. További lehetőség a termodinamikai stabilizáció megfelelő szubsztituensekkel, például aminokkal, alkoholátokkal vagy vinilcsoportokkal (vinilógiaelv), mely a mezomer stabilitást növeli, így a vegyület kevésbé instabil. A termodinamikailag stabil tialok különösen stabilak és izolálhatók. A stabil alifás tialok általában rózsaszínek, és kristályosan vagy olajként találhatók meg. A stabil aromás tialok lilák, sötétkékek vagy zöldek lehetnek, és általában kristályosak.

## Szintézis
A tialok szintézise a tiokarbonil-csoporthoz kapcsolódó hidrogén miatt nehéz. Ismertek azonban szintézisutak. Gyakori módszer a tritiánok pirolízise. Az 1,3,5-tritián pirolízise például tioformaldehidet ad:
Az ekkor keletkező tialok új tritiánokká alakulhatnak. Ennek megfelelően a különbözőképp szubsztituált tritiánok különbözőképp szubsztituált termékeket adnak. Használatos még az acetaldehid vagy más aldehid trimetilszilil-csoporttal szubsztituált kénnel és butillítiummal való átrendezése, mely a megfelelő tialt adja. Hasonló reakció mehet végbe kobalt(II)-kloridal.
Az ekkor keletkező tialok instabilak. Létüket a ciklopentadiénnel ehhez kapcsolódó Diels–Alder-reakcióval igazolható. A tialok bekerülése Diels–Alder-adduktumokba használatos eljárás, mivel e cikloaddíciók gyakran reverzibilisek. A tialok általában reakcióképes dienofilek az 1,3-diénekkel Diels–Alder-reakciókban. Ezek lehetnek intramolekulárisak is. Ez fotometrikusan generált tialokkal polimerfelszíneken is lehetséges. Előállíthatók tialok allil-tioéterek pirolízisével is.

## Reakciók
A tialok reakciói a nukleofilekkel az aldehidekhez hasonlók. Instabilitásuk miatt korlátozott reakcióképességük gyakran tri-, oligo- és polimereket ad.
A tialok oxidációja 3-klórperbenzoesavval szulfinokat ad. Nátrium-borohidriddel vagy lítium-alumínium-hidriddel való redukciójuk tiolokat ad. További reakcióik is ismertek.

## Fordítás
- Ez a szócikk részben vagy egészben  a   Thial című angol Wikipédia-szócikk ezen változatának fordításán alapul.  Az eredeti cikk szerkesztőit annak laptörténete sorolja fel. Ez a jelzés csupán a megfogalmazás eredetét és a szerzői jogokat jelzi, nem szolgál a cikkben szereplő információk forrásmegjelöléseként.
- Ez a szócikk részben vagy egészben  a   Thioaldehyde című német Wikipédia-szócikk ezen változatának fordításán alapul.  Az eredeti cikk szerkesztőit annak laptörténete sorolja fel. Ez a jelzés csupán a megfogalmazás eredetét és a szerzői jogokat jelzi, nem szolgál a cikkben szereplő információk forrásmegjelöléseként.